# Metadynomene devaneyi
Metadynomene devaneyi är en kräftdjursart som först beskrevs av Hisayoshi Takeda 1977.  Metadynomene devaneyi ingår i släktet Metadynomene och familjen Dynomenidae. Inga underarter finns listade i Catalogue of Life.